# Audi R18
De Audi R18 is een sportwagen en Le Mans Prototype van het Duitse automerk Audi. Het is de opvolger van de Audi R15 TDI uit 2009. Op 10 december 2010 werd de wagen voorgesteld op een meeting in Ingolstadt, de wagen maakte zijn racedebuut op 7 mei 2011 tijdens de 1000 km van Spa-Francorchamps met een derde plaats als resultaat. De R18 is de derde dieselauto waarmee Audi deelneemt aan de 24 uur van Le Mans. In 2011 werd de R18 TDI geïntroduceerd, om in 2012 te worden opgevolgd door de R18 Ultra. 
Tijdens de 24 uur van Le Mans 2012 werd voor het eerst de hybride E-Tron quattro ingezet. Op deze auto wordt gebruikgemaakt van een KERS-systeem ontwikkeld door Williams. De teruggewonnen energie wordt gebruikt op de voorwielen, waarmee de E-Tron vierwielaandrijving heeft.
Op 26 oktober 2016 kondigde Audi aan de R18 terug te trekken uit de WEC en daarmee de 24 uur van Le Mans. De laatste race, de 6 uur van Bahrein werd gewonnen door de nummer 8 Audi.

## Technische specificaties
| Type voertuig | Le Mans Prototype (LM P1) |
| Carrosserie   | Aluminium bewapeningskern met carbonfiber                                                                                       |
| Motor         | 3,7 l aluminium V6, blokhoek: 120°, 4 kleppen per cilinder, dubbele bovenliggende nokkenassen, één Garrett TR30R VGT turbolader |
| Motorvermogen | > 780 pk |
| koppel        | > 900 Nm |
| Startgewicht  | 900 kg |

## Le Mans 2011
Audi schreef voor de 24 uur van Le Mans in 2011 drie R18's in. De auto met startnummer 1 werd bestuurd door Timo Bernhard, Romain Dumas en Mike Rockenfeller. De auto met startnummer 2 had Marcel Fässler, André Lotterer en Benoît Tréluyer aan het stuur. De derde Audi, startnummer 3, werd door Tom Kristensen, Rinaldo Capello en Allan McNish bestuurd. 
Na slechts één uur geracet te hebben viel de auto met startnummer 3 uit, Allan McNish crashte hard in de eerste chicane van het circuit. Wagen 1 met Mike Rockenfeller aan het stuur viel 's nachts uit nadat de Duitser hard in aanraking was gekomen met een langzamere deelnemer in de GT-klasse.  De laatst overgebleven Audi, nummer 2, wist de race te winnen voor de grote concurrent Peugeot, dat met haar drie auto's op de plaatsen 2, 3 en 4 finishte.

## Le Mans 2012
Tijdens de race in 2012 zette Audi voor het eerst de hybride R18 E-Tron quattro in. De E-Tron auto met startnummer 1 werd bestuurd door het winnende trio van de voorgaande editie; Marcel Fässler, André Lotterer en Benoît Tréluyer. De tweede E-Tron, met startnummer 2, werd bestuurd door Allan McNish, Rinaldo Capello en Tom Kristensen. Hiernaast zette Audi 2 doorontwikkelde R18's in, de R18 Ultra. De auto met nummer 3 werd door Marc Gené, Romain Dumas en Loïc Duval bestuurd, de nummer 4 door Oliver Jarvis, Marco Bonanomi en Mike Rockenfeller. 
Alle ingeschreven Audi's wisten deze editie de eindstreep te halen. De auto met nummer 1 eindigde op de eerste plaats, de nummer 2 op de tweede en de auto met nummer 4 werd derde. De vierde Audi, met startnummer 3 eindigde als vijfde. De enige grote concurrent van Audi was Toyota, dat debuteerde met de eveneens hybride TS030. Dit team zag echter beide ingeschreven auto's uitvallen.

## Le Mans 2013
In 2013 verscheen Audi met 3 E-Tron's aan de start van de 24 uur van Le Mans. De auto met startnummer 2, bestuurd door Tom Kristensen, Allan McNish en Loïc Duval wist de race te winnen. De auto met startnummer 3, bestuurd door Marc Gené, Oliver Jarvis en Lucas di Grassi eindigde als derde, achter de auto met startnummer 8 van concurrent Toyota. De laatste Audi, met startnummer 1 kende problemen met de dynamo, en eindigde als vijfde. Deze auto werd bestuurd door de winnaars van de vorige editie, André Lotterer, Marcel Fässler en Benoît Tréluyer.

## Le Mans 2014
Tijdens de 24 uur van Le Mans 2014 schreef Audi opnieuw 3 R18 E-Tron's in. Het team werd vroeg tijdens het evenement opgeschrikt door een hevige crash van de auto met startnummer 1, van Tom Kristensen, Lucas di Grassi en met op dat moment Loïc Duval achter het stuur. De auto werd volledig afgeschreven, waarop Audi genoodzaakt was een nieuwe auto op te bouwen. Duval werd vervangen door reserverijder Marc Gené.
In de kwalificatie leek Audi moeite te hebben het tempo van concurrenten Toyota en Porsche te evenaren, en eindigde het achter beide op de posities 5 tot en met 7.
Hoewel ook in de race het tempo van met name de Toyota's hoger was slaagde Audi er door problemen bij de concurrentie in opnieuw te winnen. De auto met startnummer 2 won voor nummer 1. Auto nummer 3 viel vroeg in de race uit.